# سکلو ۵۴۱۴
سیارک ۵۴۱۴ (به انگلیسی: 5414 Sokolov، نامگذاری:1977RW6) پنج هزار و چهارصد و چهاردهمین سیارک کشف شده‌است که در ۱۱ سپتامبر ۱۹۷۷ کشف شد.
قدر مطلق سیارک برابر ۱۲٫۷۰ است.